# Blankenhagen (Moringen)
Blankenhagen est un quartier de la commune de Moringen, dans le Land de Basse-Saxe.

## Géographie
Blankenhagen se situe au-dessus du Leinegraben, sur le côté oriental de la crête de la Weper, au sud-ouest de Moringen, au sud-est de Nienhagen et au nord-ouest de Thüdinghausen. La Bundesstraße 241 part de Moringen en direction sud-ouest et traverse Blankenhagen à l'est.
Avec 85 habitants (2018), Blankenhagen est le plus petit quartier de Moringen en termes d'habitants et de superficie. La décharge de Blankenhagen-Moringen de l'arrondissement de Northeim se situe dans la zone de la Kreisstraße 427 au nord-est du centre-ville. Blankenhagen a un centre communautaire de village.

## Histoire
À l'époque préchrétienne, il y avait probablement un lieu de culte pour la déesse nord-germanique Freyja à Blankenhagen. Initialement, la zone servait probablement de pâturage et d'élevage pour Thüdinghausen et n'est habitée en permanence qu'au XIIe siècle. Blankenhagen est mentionnée pour la première fois dans un document des Guelfes en 1318.
En raison des guerres et querelles, Blankenhagen est détruite et reconstruite à plusieurs reprises, comme pendant la guerre de Trente Ans, lorsque les dégâts furent estimés à 2 876 Reichstaler. Au milieu du XVIIIe siècle, le village fait partie de la paroisse de Lutterhausen, les enfants de Blankenhagen y font également scolarisés.
Le 1er mars 1974, Blankenhagen est intégrée à la commune de Moringen.

## Source, notes et références
- (de) Cet article est partiellement ou en totalité issu de l’article de Wikipédia en allemand intitulé « Blankenhagen (Moringen) » (voir la liste des auteurs).

1. 1 2 3  (de) « Blankenhagen », sur Moringen, 2023 (consulté le 18 février 2023)
2. ↑  (de) Einbeck News, « Deponie in Moringen-Blankenhagen: Landkreis Northeim nimmt zusammen mit EAM PV-Freiflächenanlage in Betrieb », 2022 (consulté le 18 février 2023)
3. ↑  (de) Statistisches Bundesamt, Historisches Gemeindeverzeichnis für die Bundesrepublik Deutschland. Namens-, Grenz- und Schlüsselnummernänderungen bei Gemeinden, Kreisen und Regierungsbezirken vom 27.5.1970 bis 31.12.1982, 1983 (ISBN 3-17-003263-1)